# Phoenicocoris australis
Phoenicocoris australis är en insektsart som först beskrevs av Willis Blatchley 1926.  Phoenicocoris australis ingår i släktet Phoenicocoris och familjen ängsskinnbaggar. Inga underarter finns listade i Catalogue of Life.